# برام فرانكن
برام فرانكن (بالهولندية: Bram Franken)‏ هو لاعب كرة قدم هولندي في مركز الوسط، ولد في 14 فبراير 2001 في أمستردام في هولندا.

## وصلات خارجية
- برام فرانكن على موقع قاعدة بيانات كرة القدم.إي يو (الإنجليزية)
- برام فرانكن على موقع Soccerway.com (الإنجليزية)